# Atlas XH-1 Alpha
Atlas XH-1 Alpha – południowoafrykański śmigłowiec szturmowy wyprodukowany przez firmę Atlas Aircraft Corporation a będący demonstratorem technologii wykorzystanych później w budowie śmigłowca Denel Rooivalk. Wybudowano jeden egzemplarz, który obecnie można oglądać w South African Air Force Museum.

## Historia
Doświadczenia zebrane przez South African Air Force podczas walk prowadzonych w latach 70. na terenie Angoli uwidoczniły potrzebę posiadania wyspecjalizowanego śmigłowca szturmowego. Niestety z powodu sankcji nałożonych na RPA przez Organizację Narodów Zjednoczonych za stosowanie w kraju polityki apartheidu, nie można było nabyć takich maszyn w krajach, w których były produkowane. W 1975 roku w wytówrni Atlas uruchomiono linię montażową śmigłowca Aérospatiale Alouette III. Inżynierowie Atlasa postanowili dokonać daleko posunietej modyfikacji Alouette III w celu przystosowania go do wypełniania zadań szturmowych. Zmieniono kształt kadłuba, montując fotele pilota i operatora uzbrojenia w układzie tandem. Zmieniono podwozie z trójkołowego z przednim podparciem na podwozie z kółkiem ogonowym. Nowa maszyna miała być jedynie sprawdzianem możliwości wytwórni, zastosowanych rozwiązań konstrukcyjnych i technologii w produkcji docelowego śmigłowca jakim miał być przyszły Denel Rooivalk. 

## Konstrukcja
Śmigłowiec szturmowy z miejscami załogi umieszczonymi jedno za drugim, tylny fotel zajmuje pilot. Metalowa kabina załogi o konstrukcji półskorupowej, w której konstrukcji wykorzystano również elementy kompozytowe. Za kabiną pojedynczy silnik turbowałowy napędzający trójłopatowy wirnik główny i trójłopatowe śmigło ogonowe. Zastrzałowy statecznik poziomy o prostokątnym obrysie z dwiema brzegowymi tarczami o dodatnim skosie umieszczonymi na jego końcach. Z prawej strony śmigła ogonowego znajduje się statecznik pionowy. Zastrzałowe podwozie główne skałdające się z dwóch goleni po obu stronach kadłuba oraz pojedyncze kółko ogonowe zamontowane na długim wahaczu umieszczonym na końcu belki ogonowej. Uzbrojenie stałe tworzy działko kalibru 20 mm GA-1 Rattler zamontowane pod kadłubem.